# 上海尚世影业
上海尚世影业有限公司（簡稱SMG尚世影业）是中國大陸視影制作公司，2011年由上海文广新闻传媒集团（SMG）成立，是上海广播电视台、上海文化广播影视集团有限公司（SMG）旗下东方明珠新媒体股份有限公司（600637）的影视业务旗舰平台。其總部位於上海市，主要製作偶像劇、都市生活剧和年代抗战剧。公司业务布局覆盖影视全产业链，上游业务包括：文学剧本策划、签约演员、编剧工作室；中游业务包括：影视投资、制作、发行；下游业务包括：频道运营、整合营销、商品化授权等。

## 历史
上海尚世影业有限公司前身上海电视传媒公司（简称上视传媒）成立于2007年，是国有广电集团最早进行转企改制的影视企业，2009年获中宣部颁发的“全国文化体制改革先进企业”。投资制作的影视剧作品包括：《媳妇的美好时代》《三七撞上二十一》《蜗居》《杜拉拉升职记》；动画电影《喜羊羊与灰太狼》系列、《麦兜响当当》以及电影《十月围城》《枪王之王》《倔强萝卜》等。
2011年，上海尚世影业有限公司应运而生。签约了张嘉译、陈数和青年演员雷佳音；编剧宁财神担任公司策划总监。
2011-2013年初创期，公司制作、出品了包括：都市情感伦理大戏《双城生活》《丈母娘来了》，聚焦国企改革的现实题材巨制《浮沉》，突破谍战瓶颈之作《悬崖》，女性励志剧《那样芬芳》，由严歌苓编剧、蒋雯丽主演的女性命运剧《娘要嫁人》，《媳妇的美好时代》姐妹篇《媳妇的美好宣言》，热门职场剧《杜拉拉之似水年华》（《杜拉拉升职记2》），新型谍战剧《异镇》、近代谍战剧《错伏》，聚焦80后成长的家庭伦理剧《断奶》，都市情感剧《小爸爸》等在内的一批具有现实影响力的精品佳作。电影方面，出品电影《大武生》、3D武侠大片《龙门飞甲》等院线大制作，并引进好莱坞惊险动作大片《金蝉脱壳》在全国公映，大受观众追捧，最终获得2.53亿国内票房。
2015年11月，上海尚世影业有限公司与上海幻电信息科技有限公司（哔哩哔哩弹幕网主体）、上海宽娱数码科技有限公司共同出资1000万元成立哔哩哔哩影业，其中尚世影业出资450万元，持股45%。2017年5月，上海尚世影业有限公司开始抛售其股份。

## 作品
- 2009《大生活》
- 2009《三七撞上二十一》
- 2009《蜗居》
- 2009《媳妇的美好时代》
- 2010《爱要有你才完美》
- 2010《杜拉拉升职记》
- 2010《摘星之旅》
- 2010《婆婆来了》
- 2010《上海，上海》
- 2011《新四军女兵》
- 2011《双城生活》
- 2011《甄嬛传》
- 2011《我的灿烂人生》
- 2012《悬崖》
- 2012《风和日丽》
- 2012《丈母娘来了》
- 2012《浮沉》
- 2012《铁血壮士》
- 2012《媳妇的美好春天》
- 2012《妯娌的三国时代》
- 2012《那样芬芳》
- 2013《天真遇到现实》
- 2013《娘要嫁人》
- 2013《断奶》
- 2013《错伏》
- 2013《异镇》
- 2013《杜拉拉之似水年华》
- 2013《小爸爸》
- 2013《我家的春秋冬夏》
- 2013《冲出迷雾》
- 2014《产科男医生》
- 2014《生活永远沸腾》
- 2014《一仆二主》
- 2014《谈判冤家》
- 2014《剧场》
- 2015《长大》
- 2015《平凡的世界》
- 2015《我为儿孙当北漂》（完美世界影视合作）
- 2015《刑警队长》
- 2015《大好时光》
- 2015《他来了，请闭眼》（山东影视集团合作）
- 2015《爱情碟中谍》
- 2016《再见，老婆大人》
- 2016《致青春》（华视娱乐、慈文传媒合作）
- 2016《铁血淞沪》
- 2016《中国式关系》
- 2016《老爸的梦想》
- 2017《求婚大作战》
- 2017《守卫者-浮出水面》
- 2018年《烈火如歌》（嘉行传媒、完美世界影視合作）
- 2019年《江南》（动画电影）（上海中船文化传媒有限责任公司联合出品）
- 待播《从爱情到幸福》
- 待播《别对爱撒谎》
- 待播《烈火海洋》
- 待播《转角之恋》
- 待播《制裁者联盟》
- 待播《只为那一刻与你相见》

## 签约演员
- 张嘉译
- 陈数
- 雷佳音
- 张小磊
- 付枚
- 姬他
- 陈虹池

## 獎項
- 2014年 第十届 全国十佳电视制片 十佳电视剧出品单位
- 2016年 第19届华鼎奖 中国百强电视剧最佳制作机构

## 外部連結
- 官方网站